# Herciana Matmuja
Herciana Matmuja (* 1. února 1990 Kukës), také známá jako Hersi Matmuja nebo jen Hersi, je albánská zpěvačka. Vyhrála 52. ročník Festivali i Këngës, a proto reprezentovala Albánii na Eurovision Song Contest 2014 v dánské Kodani s písní „One Night's Anger“, kde ale v prvním semifinále skončila předposlední.

## Mládí
Narodila se 1. února 1990 ve městě Kukës v severní Albánii. Ve věku pěti let se se svou rodinou přestěhovala do Tirany. Když jí bylo 8 let, začala zpívat. Působila na mnoha hudebních festivalech pro děti, byla součástí několika hudebních pořadů a byla účastníkem festavilů Festivali i Shkodrës a Celësi i Artë. Později, když jí bylo 15, se zúčastnila albánské talentové show Ethet e se premtes mbrema, kde se umístila v nejlepší desítce. V roce 2006, ve věku 16 let, začala studovat na hudební škole Jordan Misja v Tiraně.

## Festivali i Këngës a Kënga Magjike
Je pětinásobnou účastnicí albánského kola Festivali i Këngës, a to v letech 2006, 2010, 2011, 2012 a 2013. S výjimkou vítězství v roce 2013 dosáhla nejlepšího výsledku v roce 2012, kdy skončila na třetím místě. Na Eurovizi soutěžila s písní „One Night's Anger“. Je považována za jednu z nejlepších zpěvaček Albánie.
Hersiana je soutěživého ducha a v rámci Albánie soutěžila i v další populární soutěži Kenga Magjike, které se účastní od roku 2011 v každoroční periodicitě.

## Diskografie

### Singly
- 2006: „Ah jetë, oh jetë“
- 2010: „Me cilin rri ti dashuri“
- 2011: „Natë moj natë“
- 2011: „Aty ku më le“
- 2012: „Kthehu“ (ft. Gjergj Leka)
- 2012: „Animon“
- 2012: „Kush ta dha këtë emër“
- 2013: „Zemërimi i një nate“
- 2014: „One Night's Anger“
- 2021: „Kënga e çobanit“